# Bruce Manson
Bruce Manson (n, 20 de marzo de 1956 en Los Ángeles, Estados Unidos) es un jugador de tenis estadounidense. En su carrera ha conquistado 9 torneos ATP y su mejor posición en el ranking de individuales fue n.º 39 en agosto de 1982 y en el de dobles fue n.º 17 en marzo de 1981.

## Títulos (9; 0+9)

### Dobles (9)
| N.º | Fecha | Torneo                        | Superficie    | Pareja          | Oponentes en la final              | Resultado     |
| --- | ----- | ----------------------------- | ------------- | --------------- | ---------------------------------- | ------------- |
| 1.  | 1978  | Masters de París, Francia     | Dura (i)      | Andrew Pattison | Ion Ţiriac Guillermo Vilas         | 7–6, 6–2      |
| 2.  | 1979  | Dayton, U.S.                  | Moqueta       | Cliff Drysdale  | Ross Case Phil Dent                | 3–6, 6–3, 7–6 |
| 3.  | 1980  | Masters de Canadá, Canadá     | Dura          | Brian Teacher   | Heinz GüntDurat Sandy Mayer        | 6–3, 3–6, 6–4 |
| 4.  | 1980  | Masters de Cincinnati, U.S.   | Dura          | Brian Teacher   | Wojtek Fibak Ivan Lendl            | 6–7, 7–5, 6–4 |
| 5.  | 1980  | Taipéi, Taiwán                | Moqueta       | Brian Teacher   | John Austin Ferdi Taygan           | 6–4, 6–0      |
| 6.  | 1981  | Masters de Indian Wells, U.S. | Dura          | Brian Teacher   | Terry Moor Eliot Teltscher         | 7–6, 6–2      |
| 7.  | 1981  | Columbus, U.S.                | Dura          | Brian Teacher   | Anand Amritraj Vijay Amritraj      | 6–1, 6–1      |
| 8.  | 1982  | Zell Am See, Austria          | Tierra batida | Wojtek Fibak    | Sammy Giammalva Jr. Tony Giammalva | 6–7, 6–4, 6–4 |
| 9.  | 1982  | Masters de Paris, Francia     | Dura (i)      | Brian Gottfried | Jay Lapidus RicDura Meyer          | 6–4, 6–2      |

### Finalista en dobles (8)
| N.º | Fecha | Torneo                        | Superficie    | Pareja          | Oponentes en la final           | Resultado     |
| --- | ----- | ----------------------------- | ------------- | --------------- | ------------------------------- | ------------- |
| 1.  | 1976  | Boca Ratón, U.S.              | Dura          | Butch Walts     | Vitas Gerulaitis Clark Graebner | 2–6, 4–6      |
| 2.  | 1978  | Cleveland, U.S.               | Dura          | Rick Fisher     | Dick Stockton Erik Van Dillen   | 1–6, 4–6      |
| 3.  | 1978  | Basel, Suiza                  | Dura (i)      | Andrew Pattison | Wojtek Fibak John McEnroe       | 6–7, 5–7      |
| 4.  | 1979  | Masters de Indian Wells, U.S. | Dura          | Cliff Drysdale  | Gene Mayer Sandy Mayer          | 4–6, 6–7      |
| 5.  | 1980  | Hong Kong                     | Dura          | Brian Teacher   | Peter Fleming Ferdi Taygan      | 5–7, 2–6      |
| 6.  | 1981  | Masters de Roma, Italia       | Tierra batida | Tomáš Šmíd      | Hans Gildemeister Andrés Gómez  | 5–7, 2–6      |
| 7.  | 1982  | Los Ángeles, U.S.             | Dura          | Brian Teacher   | Sherwood Stewart Ferdi Taygan   | 1–6, 7–6, 3–6 |
| 8.  | 1982  | Chicago, U.S.                 | Moqueta       | Mike Cahill     | Anand Amritraj Vijay Amritraj   | 6–3, 2–6, 3–6 |